# Чорнявське лісництво
Чорня́вське лісництво — структурний підрозділ Чигиринського лісового господарства Черкаського обласного управління лісового та мисливського господарства.
Офіс знаходиться у с. Чорнявка, Черкаський район, Черкаська область.

## Лісовий фонд
Лісництво охоплює ліси Черкаського району на площі 5629 га.

## Об'єкти природно-заповідного фонду
У віданні лісництва перебувають об'єкти природно-заповідного фонду:
- ботанічна пам'ятка природи місцевого значення Мати лісу.

## Галерея

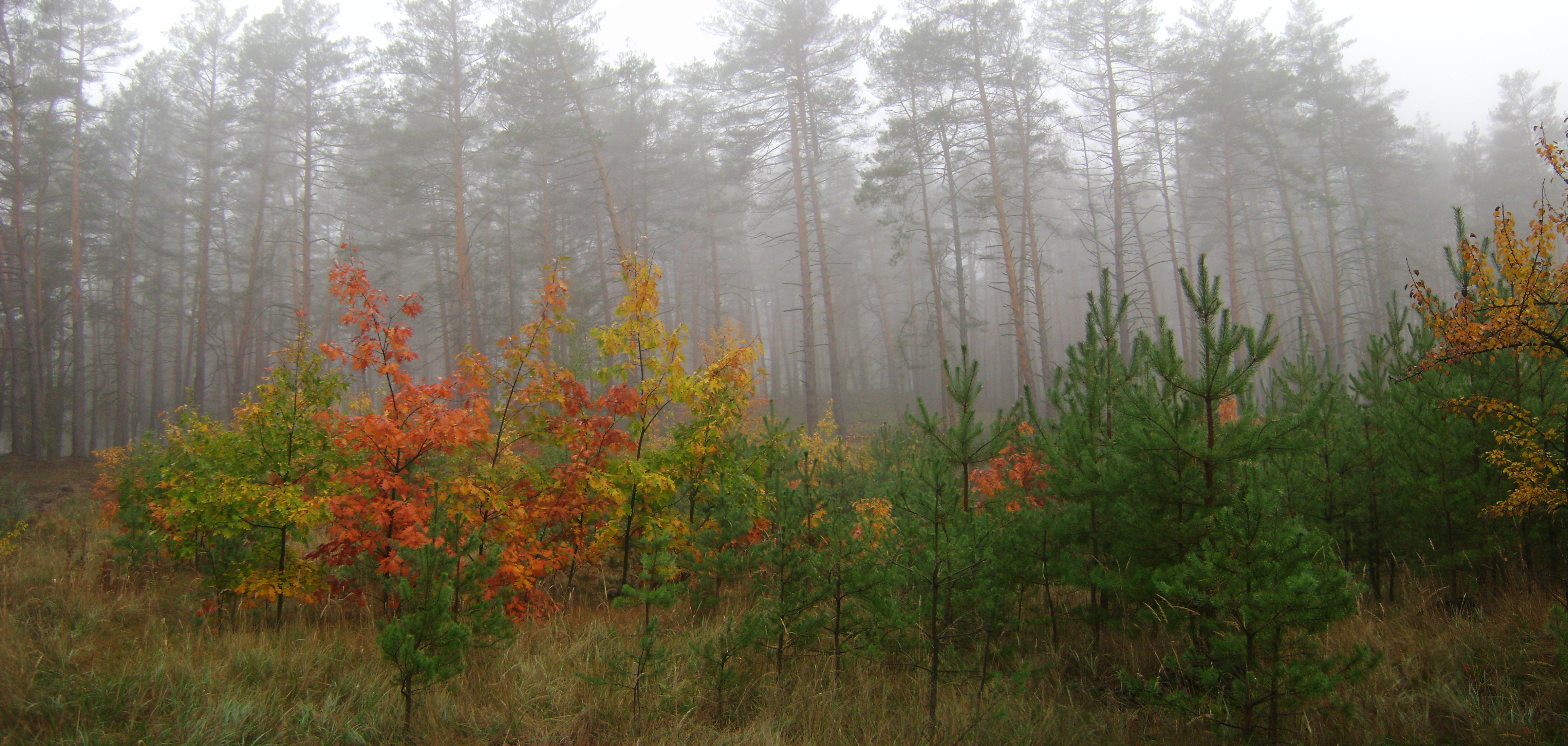
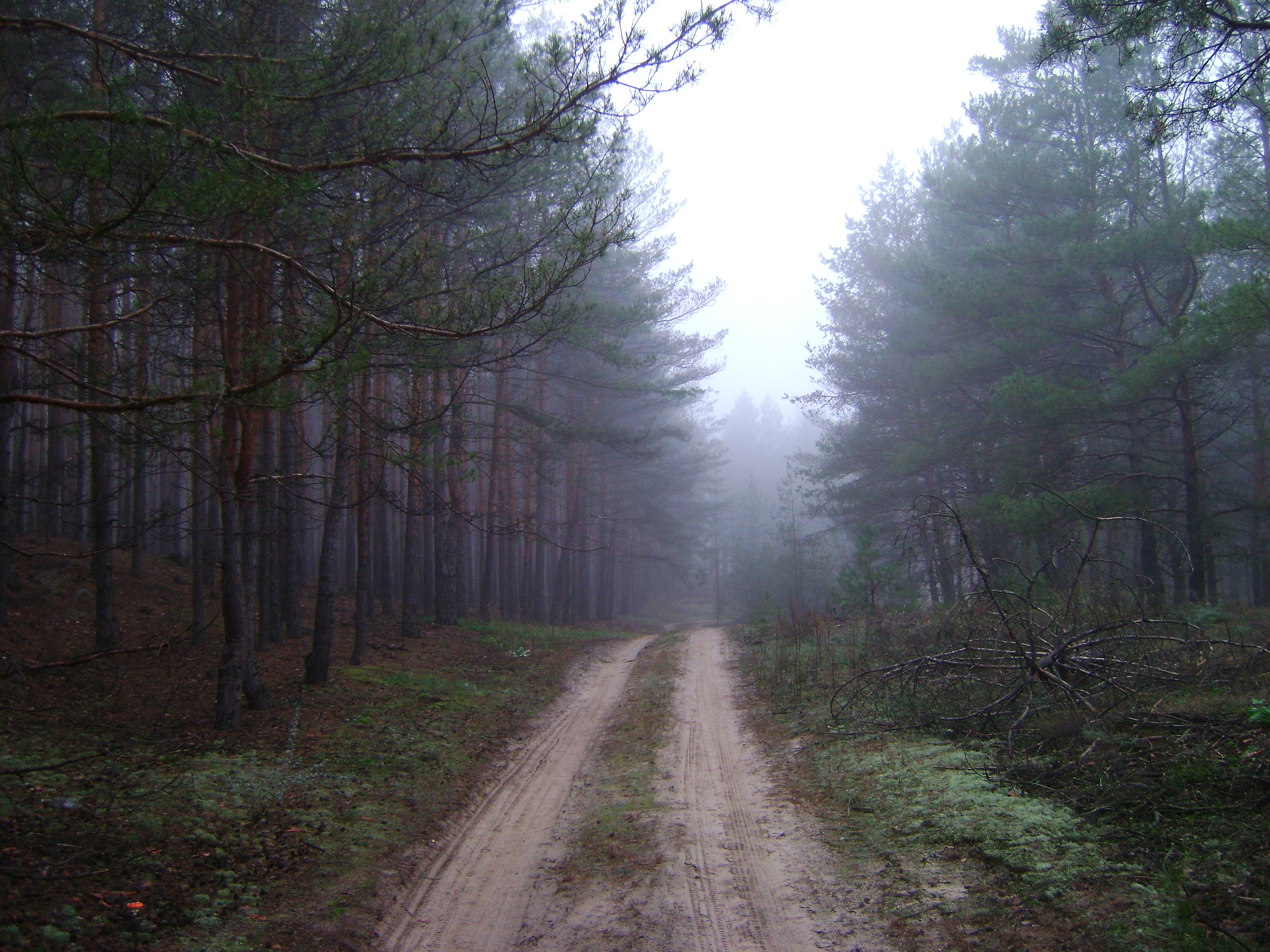
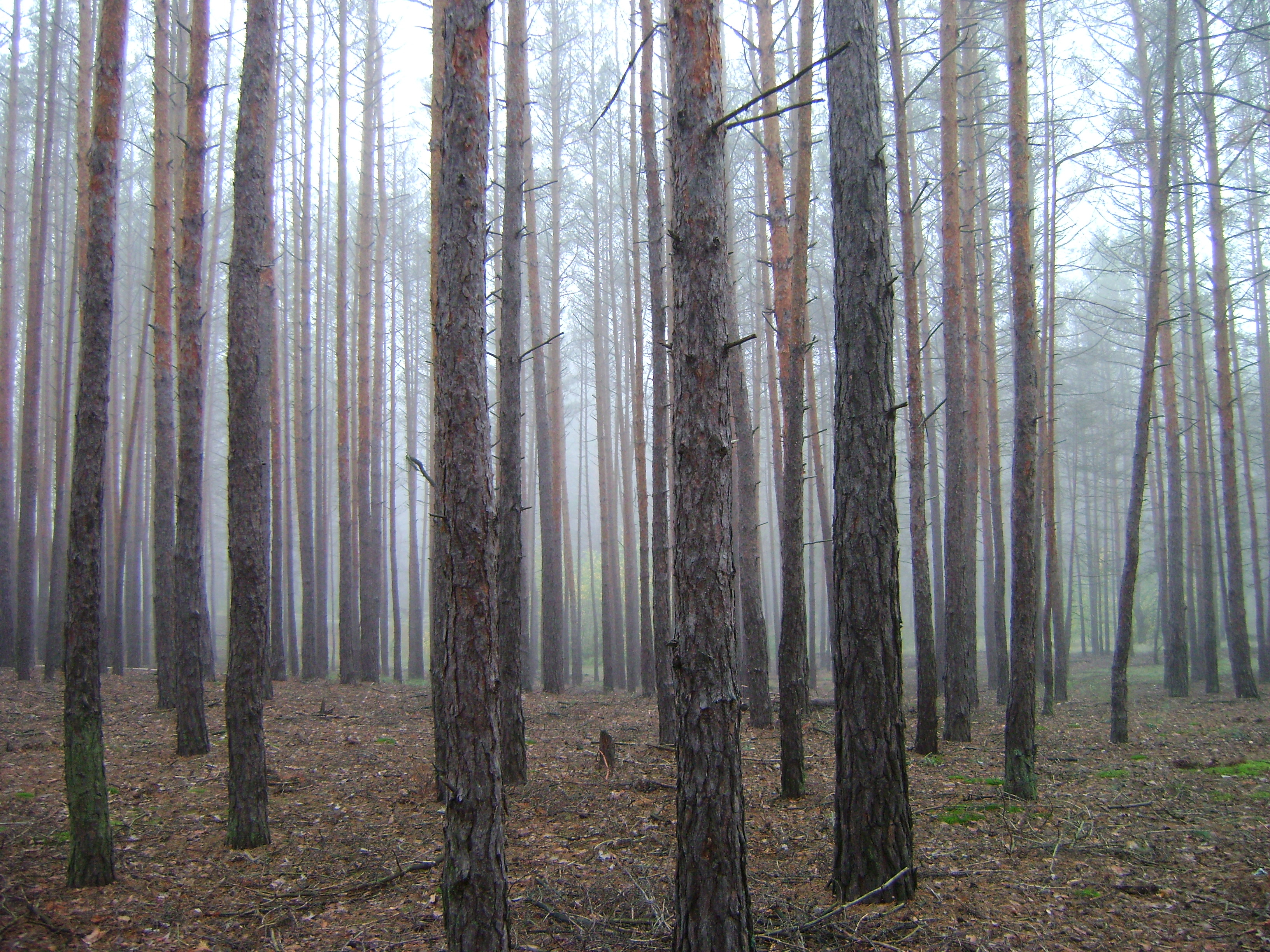